# Ebira (peuple)
Pour les articles homonymes, voir Ebira.
Les Ebira  sont une population d'Afrique de l'Ouest vivant au Nigéria.

## Ethnonymie
Selon les sources et le contexte, on observe de très nombreuses formes : Ebira, Ebiras, Ebira Tao, Edbira, Egbiira, Egbira, Egbiras, Egbura, Egburra, Eguura, Gbira, Ibara, Igbarra, Igbira Panda, Igbira, Igbirra, Katawa, Kotokori, Koto, Kwotto-Gara, Kwotto, Okene, Okengwe, Tchaman, Umaisha Igbira.

## Langues
Leur langue est l'ebira, une langue bénoué-congolaise, une branche de la famille des langues nigéro-congolaises, dont le nombre de locuteurs était estimé à un million en 1989. Le yoruba, le haoussa et l'anglais sont également utilisés.

## Culture

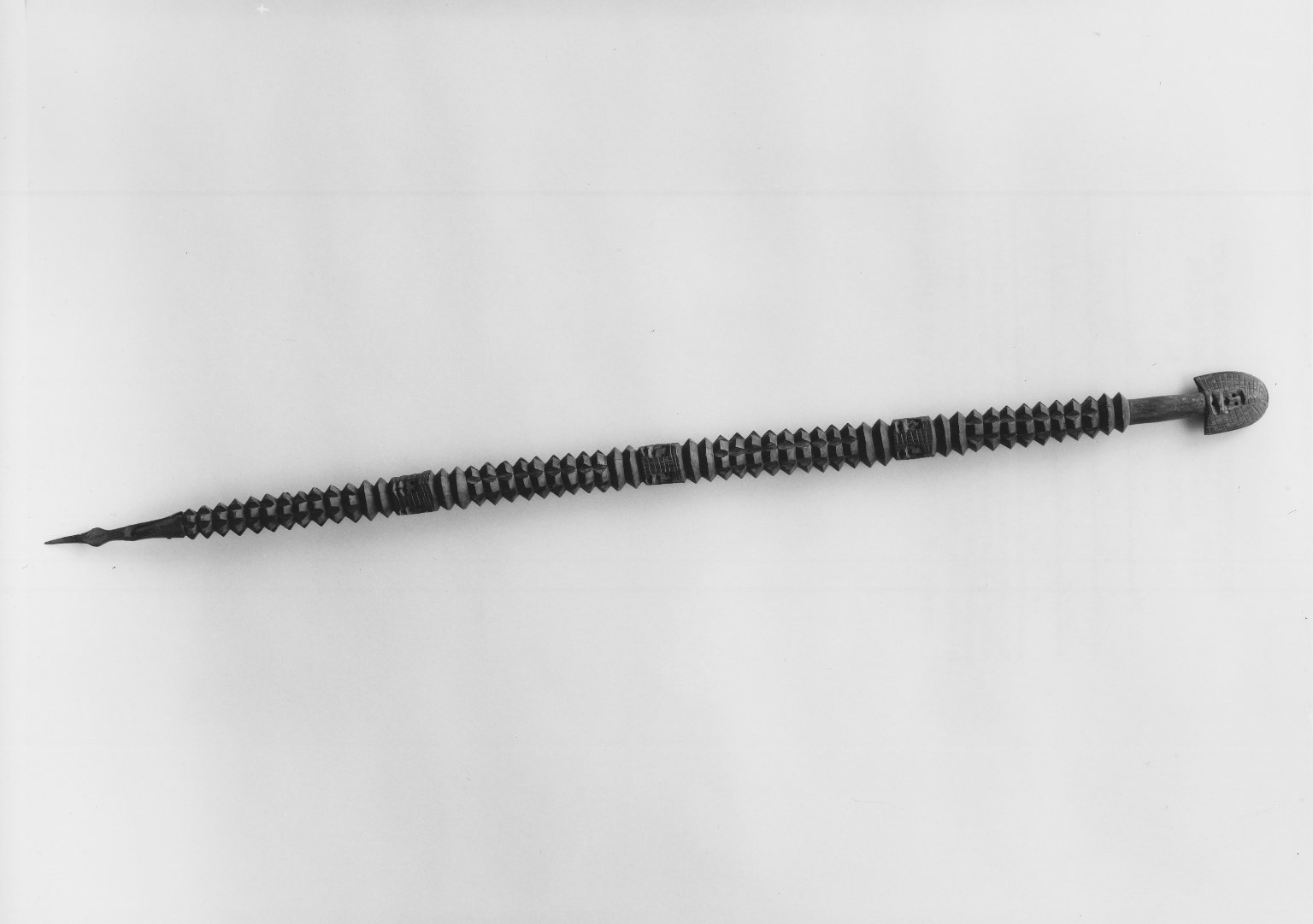
Sceptre sculpté
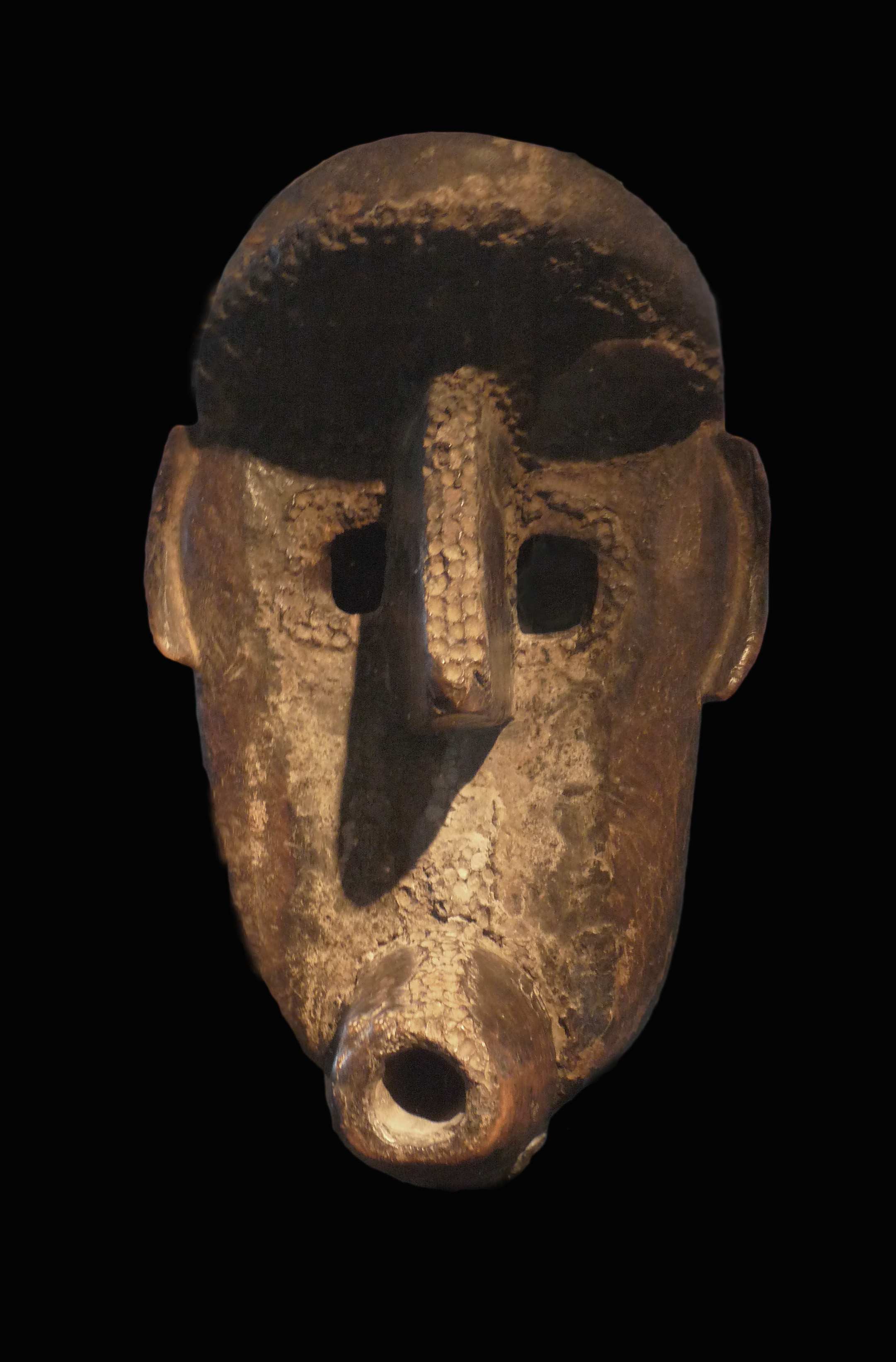
Masque Ekuecici
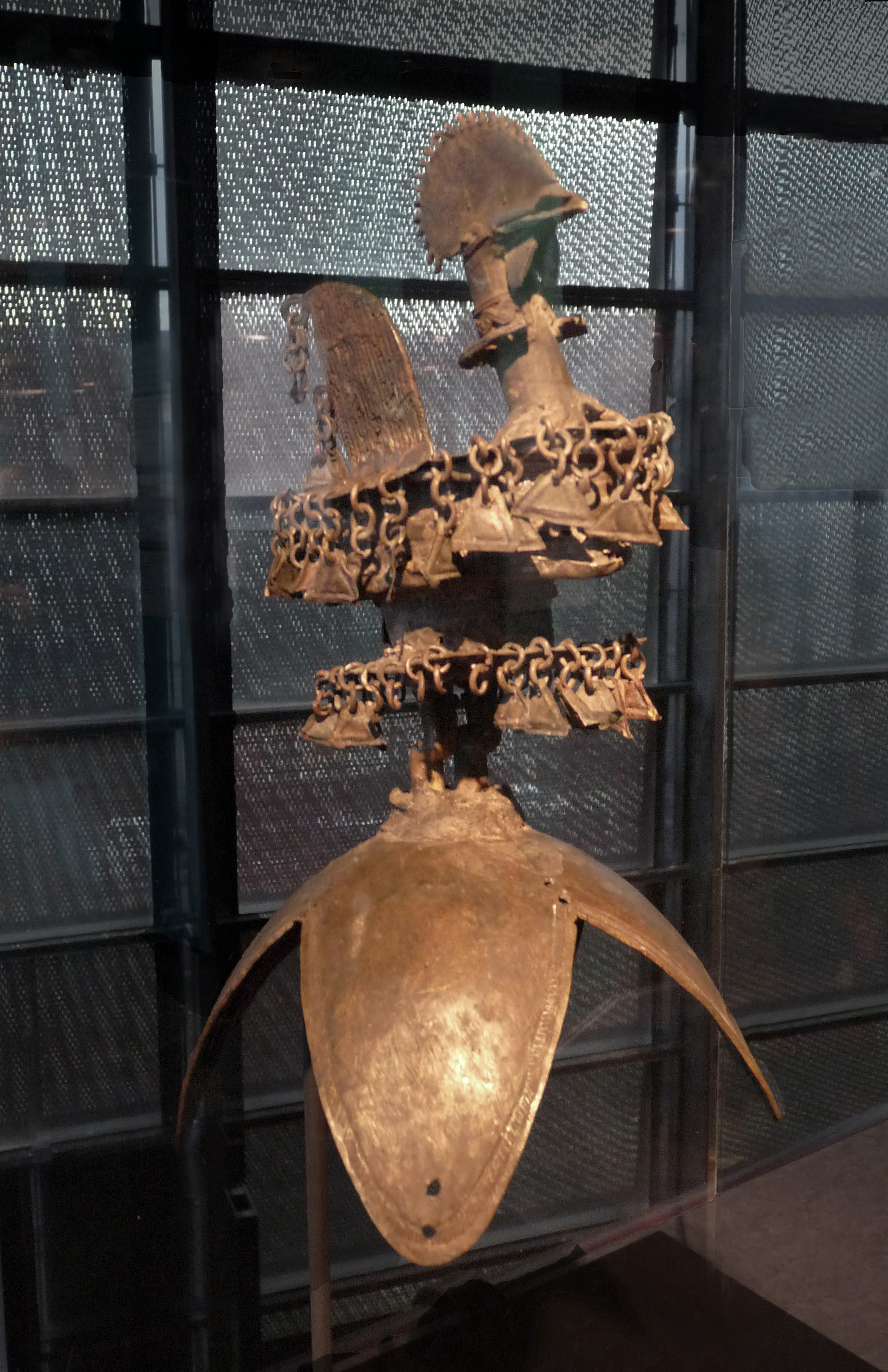
Masque-cimier avec un coq